# You In-tak
You In-tak (koreanisch 유인탁; * 10. Januar 1958) ist ein ehemaliger südkoreanischer Ringer.

## Persönliches
Die Eltern von You besaßen eine Mühle und waren verhältnismäßig wohlhabend. Er besuche die Grundschule Hwanggang in Gongdeok-myeon, die Mittelschule Iri und danach die Landwirtschafts-Oberschule Iri in Iksan. Im zweiten Jahr an der Oberschule wurde er von einem Sportlehrer entdeckt und trat dem Ringerteam bei. Später studierte er an der privaten Universität Jeonju und war Teil ihres Ringerteams. An der Graduate School der privaten Dongguk Universität in Seoul schloss er 1976 sein Studium ab. Von 1976 bis 1998 arbeitete er für die staatliche Korea Housing Corporation, die ihm für seinen Olympiasieg ein Haus schenkte.
Nachdem er seine Stelle als Trainer 1999 aufgegeben hatte, betrieb er ein Geflügelrestaurant und später ein Restaurant für Süßwasseraale.

## Karriere
You In-tak begann in der Oberschule mit dem Ringen und bestritt seinen ersten Kampf in der Turnhalle der Hansung Girls' High School in Seoul gegen den späteren olympischen Sieger Han Myung-woo. You verlor nach 13 Sekunden. Bereits sechs Monate später konnte er ein nationales Turnier gewinnen und nächsten Jahr gewann er alle nationalen Turniere, zu denen er antrat.
Aufgrund der Dominanz von Yang Jung-mo in der koreanischen Freistilnationalmannschaft entschied sich You In-tak es im griechisch-römischen Ringen zu versuchen, um so an den Olympischen Sommerspielen 1976 in Montreal teilnehmen zu können. In den Auswahlkämpfen verlor er jeweils deutlich – unter anderem gegen Choi Kyung-soo. Vier Jahre später war er Teil der koreanischen Delegation für die Olympischen Sommerspielen 1980 im Freistil, aber Südkorea entschied sich die Spiele zu boykottieren.
You gewann 1981 bei der Universiade Silber im Leichtgewicht und belegte bei den Weltmeisterschaften desselben Jahres den sechsten Platz. 1982 sicherte er sich Bronze bei den Asienspielen in derselben Gewichtsklasse. Sein größter Erfolg gelang ihm bei den Olympischen Spielen 1984 in Los Angeles, wo er die Goldmedaille im Leichtgewicht gewann.
Nach dem Ende seiner aktiven Karriere arbeitete You zunächst als Trainer bis 1999. Zwischen 2021 und 2023 war er Leiter des Jincheon National Training Centers.